# Бойко Атанасов
Бойко Атанасов е български администратор и политик, заместник-министър на финансите в третото правителство на Бойко Борисов (2017 – 2019), а след това председател на Комисията за финансов надзор.

## Биография
Бойко Атанасов е роден на 10 ноември 1970 година в Търговище. Средното си образование завършва в родния си град, а през 1995 г. се дипломира като икономист със степен магистър в Университета за национално и световно стопанство в София. Специализирал е в Джорджтаунския университет.
След дипломирането си през 1996 година постъпва в данъчната администрация, където заема различни постове, а от 2013 до 2017 г. е изпълнителен директор на Националната агенция за приходите. От 2017 г. е заместник-министър на финансите, а на 15 март 2019 XLIV народно събрание на Република България го избира за председател на Комисията за финансов надзор.